# Andreas Stoß
Andreas Stoß (auch Stoss; * um 1480 in Krakau; † 20. September 1540 in Bamberg) war ein Karmelit.

## Leben
Andreas Stoß war der Sohn des Bildschnitzers Veit Stoß. Bereits mit 16 Jahren trat Stoß 1496 als Novize bei den Karmeliten in Nürnberg ein. Anschließend studierte er an der Universität Krakau Theologie und Kirchenrecht, später wechselte er an die Universität Wien und schloss 1517 diese Studien erfolgreich mit einer Dissertation über Kirchenrecht ab. Noch im selben Jahr berief man Stoß als Prior nach Budapest. 1520 wurde er zum Prior des Karmelitenklosters in Nürnberg bestellt. 
Als 1525 in Nürnberg die Reformation eingeführt wurde, schloss man das Kloster und verwies Stoß und viele seiner Mitbrüder der Stadt. Stoß lebe zunächst im Konvent der  Karmeliten von  Straubing und ging später nach Voitsberg in der Steiermark. Im Sommer 1528 wurde Stoß zum Prior des Konvents von Bamberg gewählt. 1529 berief man ihn zum Provinzial der Oberdeutschen Ordensprovinz, wo er maßgeblich an deren Erhalt beteiligt war.